# Municipio de Pierce (condado de Stone)
El municipio de Pierce (en inglés: Pierce Township) es un municipio ubicado en el condado de Stone en el estado estadounidense de Misuri. En el año 2010 tenía una población de 1954 habitantes y una densidad poblacional de 43,3 personas por km².

## Geografía
El municipio de Pierce se encuentra ubicado en las coordenadas 36°53′37″N 93°33′39″O / 36.89361, -93.56083. Según la Oficina del Censo de los Estados Unidos, el municipio tiene una superficie total de 45.13 km², de la cual 45,06 km² corresponden a tierra firme y (0,14 %) 0,06 km² es agua.

## Demografía
Según el censo de 2010, había 1954 personas residiendo en el municipio de Pierce. La densidad de población era de 43,3 hab./km². De los 1954 habitantes, el municipio de Pierce estaba compuesto por el 97,34 % blancos, el 0,1 % eran afroamericanos, el 0,61 % eran amerindios, el 0,2 % eran asiáticos, el 0,36 % eran de otras razas y el 1,38 % eran de una mezcla de razas. Del total de la población el 1,07 % eran hispanos o latinos de cualquier raza.